# Røyken
Røyken este o comună din provincia Buskerud, Norvegia.